# امة الله الدهلوية
امة الله الدهلوية. ولدت بالمدينة المنورة، ونشأت في بيت والدها المحدث المشهور عبدالغني (ت1296) فنهلت من ينابيع العلم، وقرأت عليه القرآن ومبادىء العلوم، وسمعت عليه الكتب الستة مرات، والكثير من الأجزاء الحديثية، وتحملت ما عنده من المسلسلات، وأجازها، واعتنى بها منذ صغرها فاستجاز لها المشايخ، لذلك شاركت أباها في بعض شيوخه. وكذا أخذت بالإجازة والتلقى عن كثير من المحدثين، واجتهدت في تحصيل العلم، واهتمت بتعليم النساء بعض المختصرات، وبعد وفاة والدها احتاج الناس للأخذ عنها، فكان العلماء يحضرون عندها للسماع والاستجازة، وفي الغالب يقرأ الشيخ إبراهيم سعد الله الختني المدني (ت1389) طرفا من صحيحي البخاري ومسلم وأول مصنف ابن أبي شيبة والأوائل العلجلونية والفوائد الجلية لابن عقيلة وتسمعهم المسلسلات الوترية للمحدث علي بن ظافر الوتري (ت1322) وبعض الأحزاب، ثم تكتب الإجازة للحاضرين. عمرت أكثر من مائة عام، وهي من آخر من بقي من أصحاب تلاميذ عبدالعزيز الدهلوي (ت1239)

## نسبها
امة الله بنت المحدث عبدالغني بن أبي سعيد أحمد بن عبدالعزيز بن عيسى العمرية الدهلوية المدنية 